# Turismo en Montenegro
Montenegro es uno de los destinos turísticos de más rápido crecimiento. En 2007, más de un millón de turistas visitaron Montenegro, realizando unos 7,3 millones de pernoctaciones (aumento del 23% en comparación con 2006). Esto representó unos 480 millones de euros en ingresos por turismo en 2007 (aumento del 39%, en comparación con el año anterior). [cita requerida]   En 2015, el turismo alcanzó más de 1,7 millones de llegadas, con un aumento adicional en 2016. En el mismo año, Lonely Planet nombró a la ciudad costera de Kotor como la mejor ciudad para visitar, mientras que el país mismo está continuamente incluido en las principales listas turísticas. Con un total de 1,8 millones de visitantes en 2016, la nación se convirtió en el 36º (entre 47 países) el país más popular para viajar en Europa. Montenegro fue visitado por más de 2 millones de turistas en 2017. El Gobierno tiene como objetivo atraer inversiones nuevas, que deberían aprovechar al máximo las partes no desarrolladas de la costa, como Jaz Beach, Velika Plaža, Ada Bojana y Buljarica . 
Montenegro puede calificarse como un destino que ofrece variedad de atracciones para el turismo durante todo el año. Por lo tanto, el Plan de Turismo de Montenegro también está preparando el terreno para un programa de desarrollo nacional del turismo basado en la naturaleza, especialmente el senderismo y el ciclismo, con nuevas infraestructuras y servicios. La realización de un programa de 3 años se inició en 2007. 

## Principales puntos de interés

### Región costera
Región de la costa norte
Esta notable región costera es de interés prioritario para los turistas en Montenegro. La costa adriática montenegrina tiene 295 km de largo, con 72 km de playas, y muchos pueblos antiguos bien conservados. Las principales atracciones a lo largo de la costa norte son: 
- El casco antiguo de Herceg Novi.
- El casco antiguo de Kotor, declarado Patrimonio de la Humanidad por la UNESCO.
- Boka Kotorska (Bahía de Kotor), con la pequeña antigua ciudad de Perast.
- Porto Montenegro - puerto de lujo para yates, en Tivat (única ciudad en la costa montenegrina que tiene aeropuerto).
- El casco antiguo de Budva, bien conservado.
- Sveti Stefan, una pequeña aldea isleña convertida en un hotel de lujo.
- Ciudad Petrovac cerca de Budva.

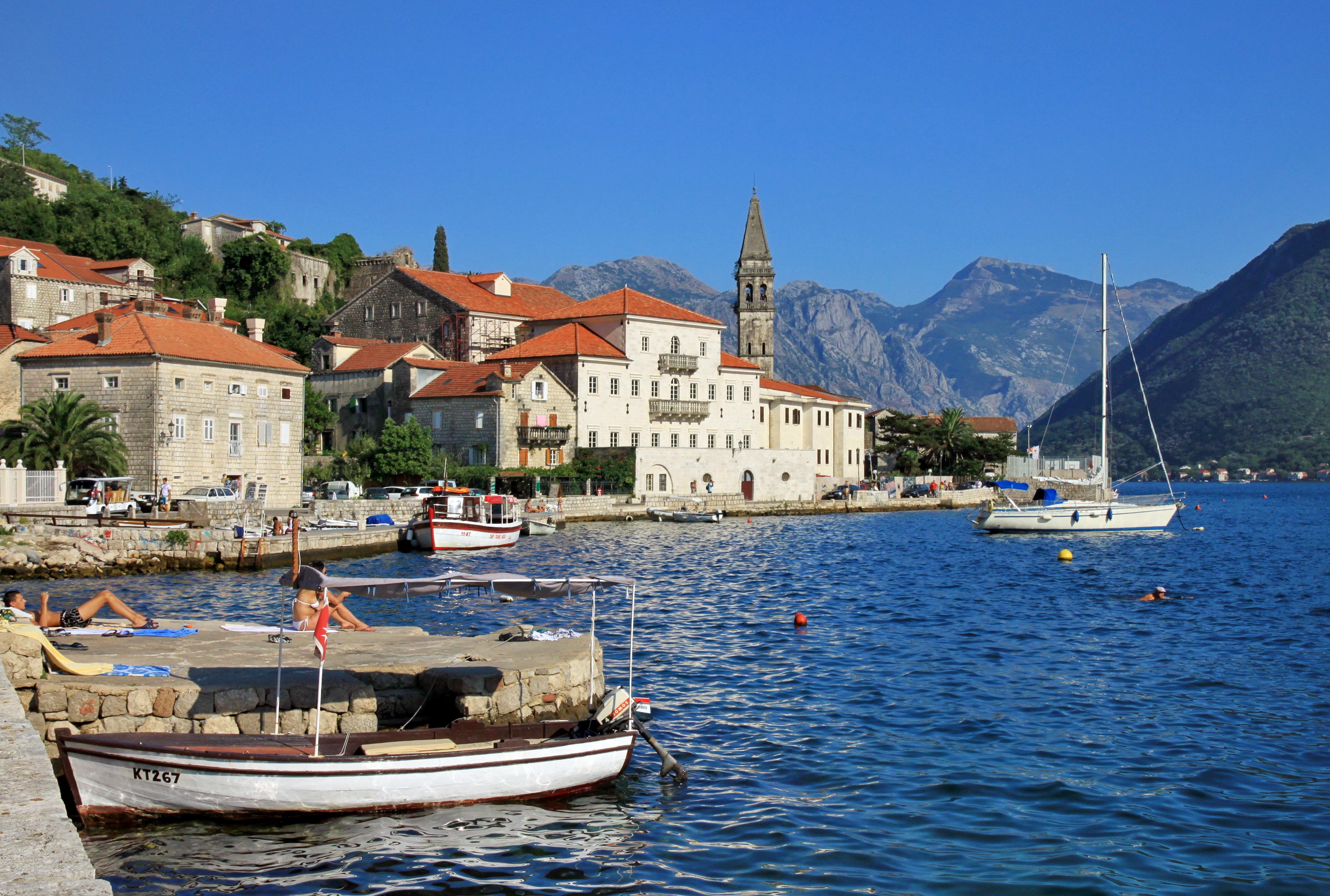
Perast
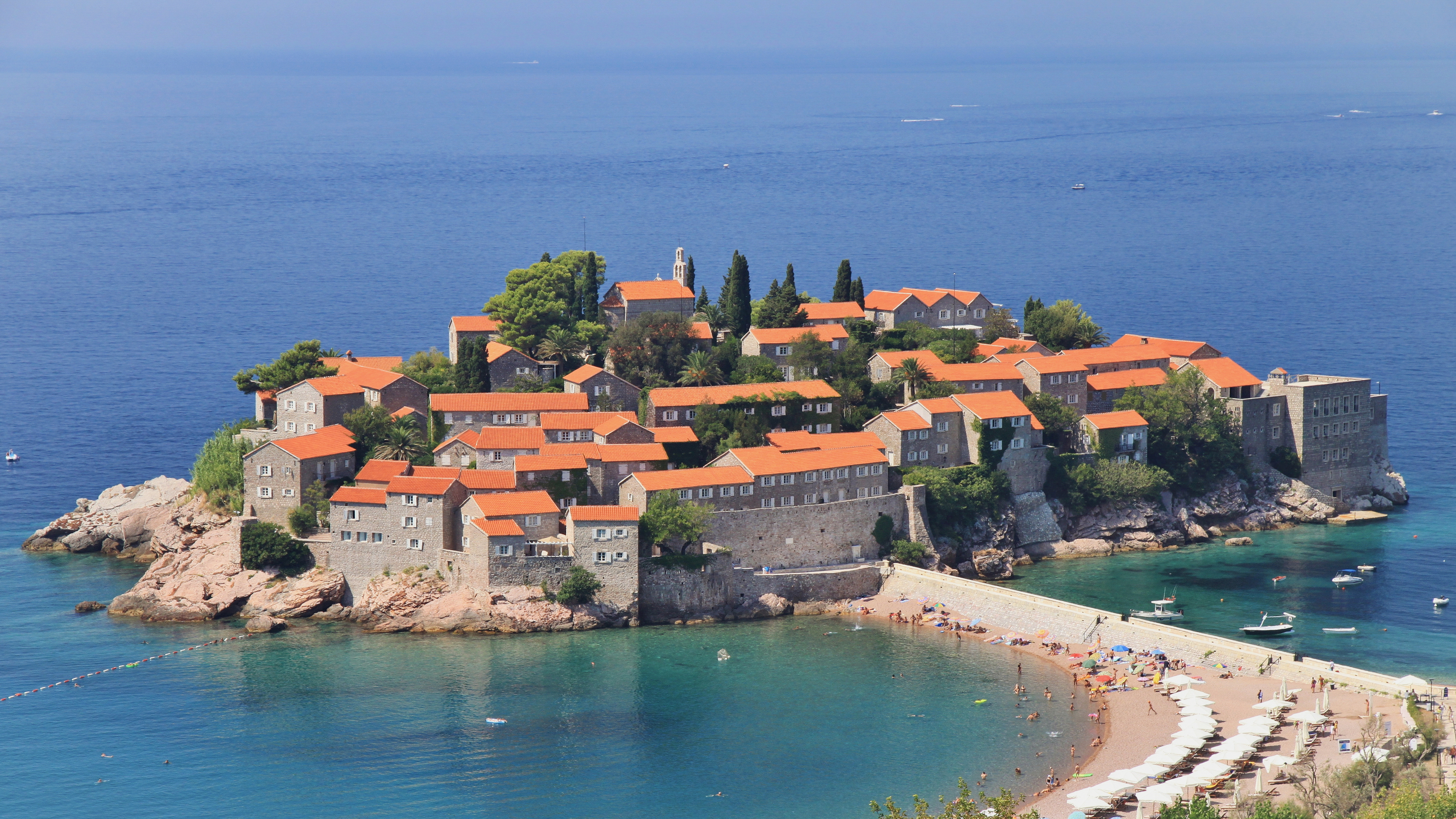
Sveti Stefan
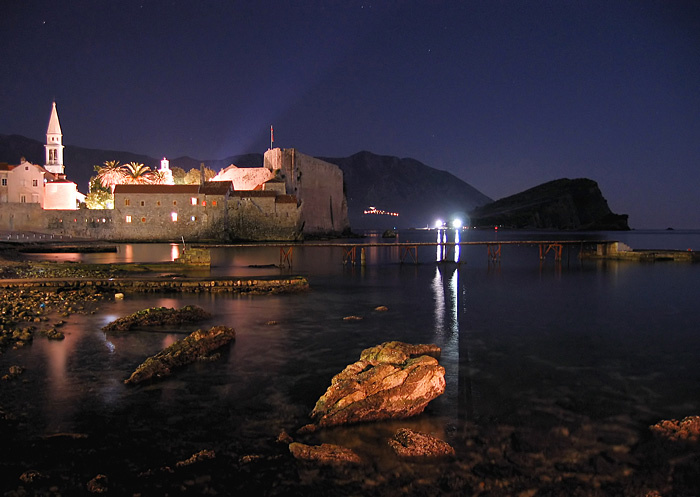
Budva
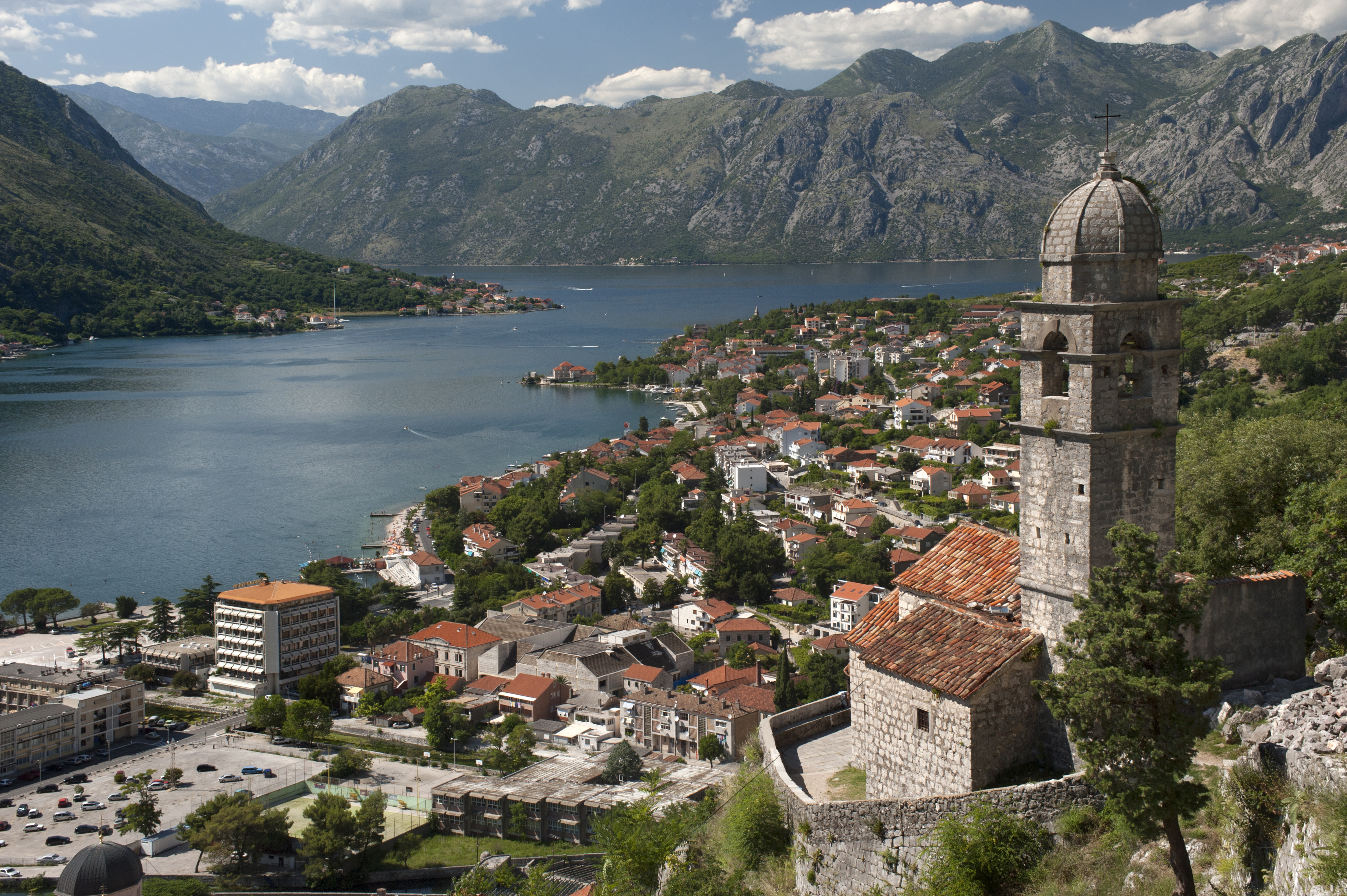
Kotor

Región de la costa sur
La región de la costa sur de Montenegro es considerada uno de los grandes "descubrimientos" entre los turistas de todo el mundo. En enero de 2010, The New York Times clasificó a la región de la costa sur de Ulcinj en Montenegro, incluidos Velika Plaza, Ada Bojana y el Hotel Mediteran de Ulcinj, como uno de los "31 principales lugares para ir en 2010" como parte de una clasificación mundial de destinos turísticos 
La región de la costa sur, centrada en Ulcinj, es popular en parte debido a las playas de arena de " Bandera Azul ", las actividades de aventura ecológica, las antiguas ciudades-fortaleza y la vibrante vida nocturna. Estos destinos incluyen: 
- El casco antiguo de Ulcinj, con sus prominentes almenas y murallas ciclópeas, la bulliciosa vida nocturna, el paseo junto al mar y la playa virgen más larga de Montenegro, Velika Plaza.
- El casco antiguo de Bar, con su "museo viviente" en Stari Bar.
- Ada Bojana, en el extremo sur de la costa de Montenegro, con su famosa captura fresca diaria presentada en los restaurantes de mariscos junto al río de la zona. a 16 km de Ulcinj.
- El vasto cuerpo de agua y la reserva de vida silvestre Skadar Lake en Salt Flats de Ulcinj, uno de los lugares de anidación más grandes del continente europeo para las aves migratorias.
- La playa de guijarros y los enormes olivares de Valdanos .
- La playa, las cuevas marinas y la resina de pino en el aire en Ladies Beach, en Ulcinj, conocida durante generaciones por los lugareños como promesa de cura para la infertilidad y otras dolencias.
- El único puerto de aguas profundas y puerto comercial en Montenegro, en Bar .
- Playas, fortalezas y pueblos en el lago Skadar

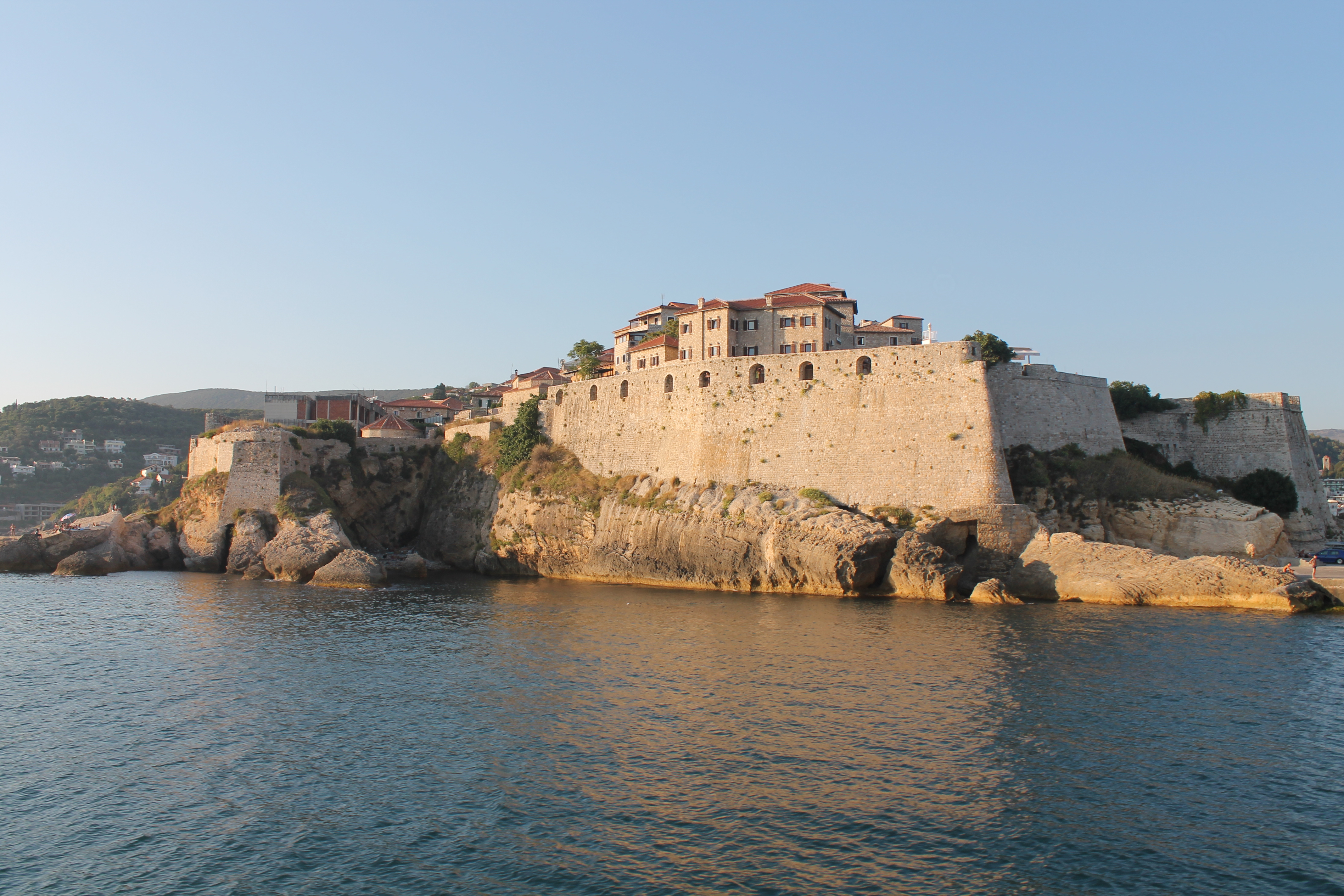
Casco antiguo de Ulcinj
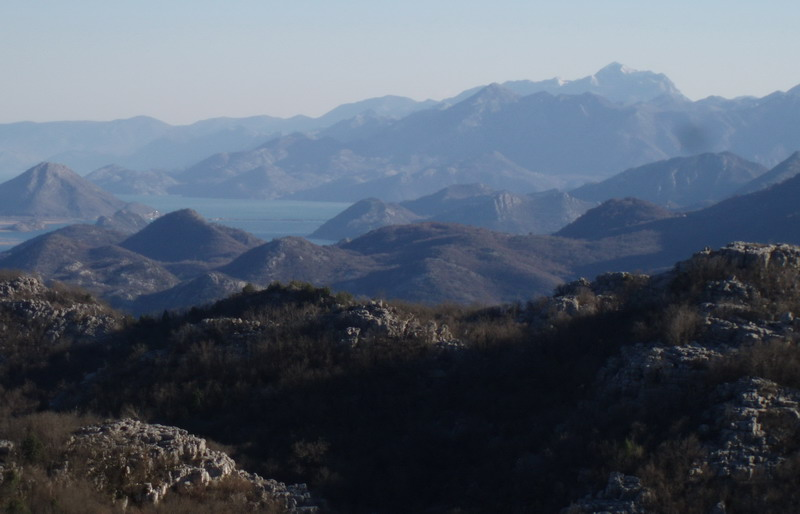
Rumija
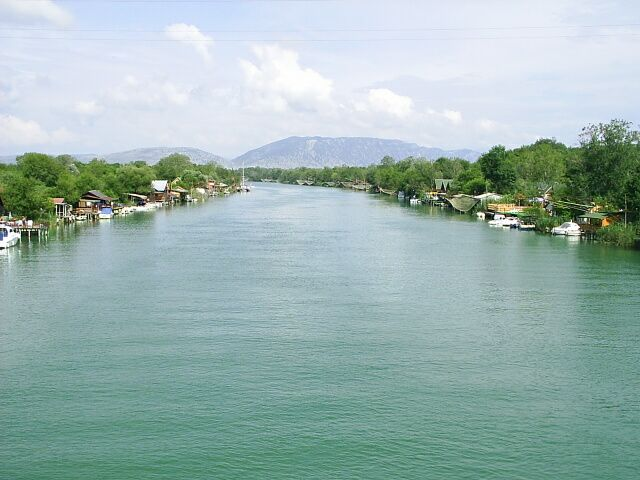
Ada Bojana
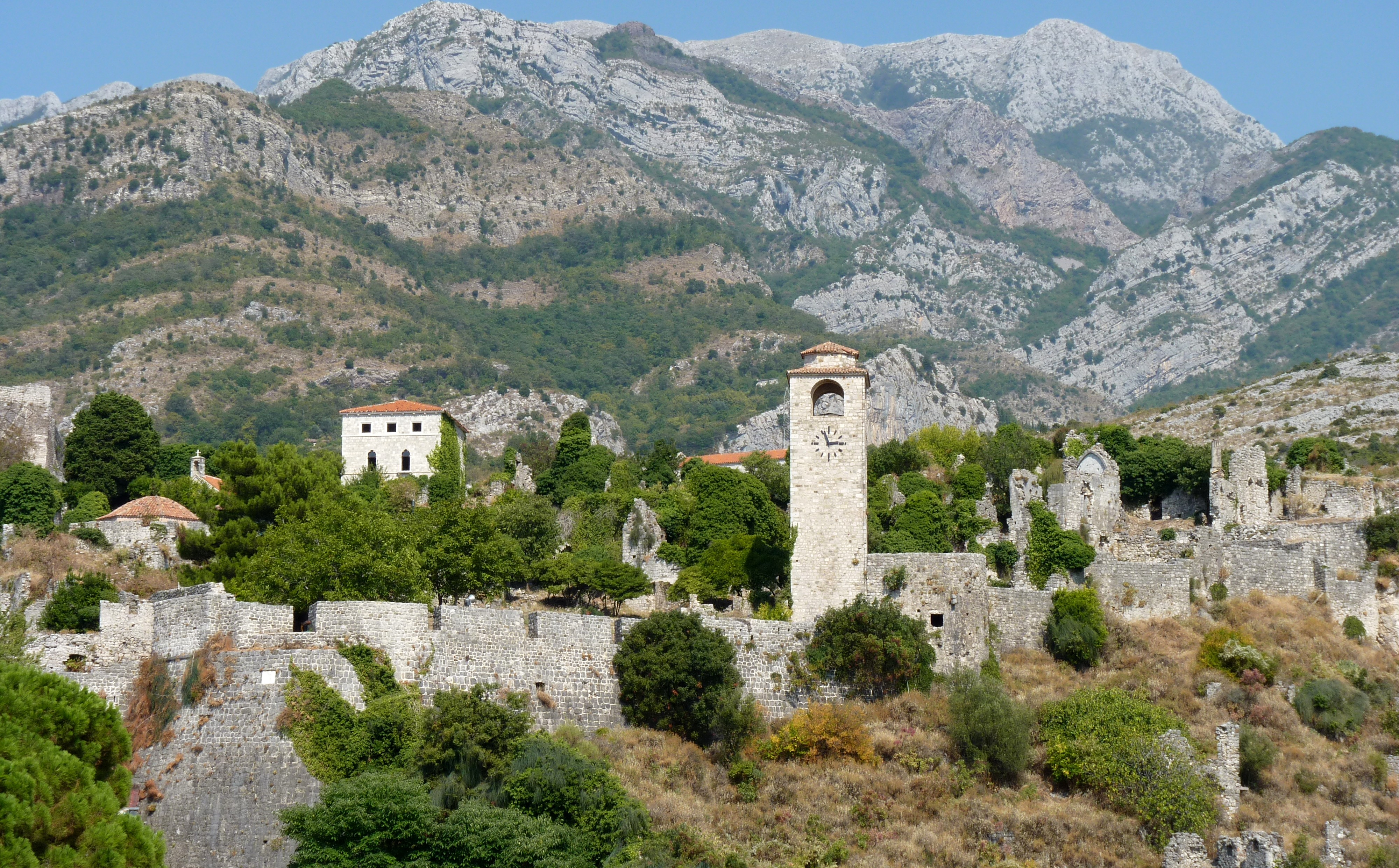
Bar

### Región del norte
La región norte es el centro del turismo de montaña montenegrino. Tiene estaciones de esquí y es popular por su naturaleza virgen. Toda el área de la montaña Durmitor y el cañón del río Tara está protegida como parque nacional y está catalogada como patrimonio de la humanidad por la UNESCO . 
Los destinos en el norte son: 
- La ciudad de Žabljak en la montaña Durmitor, el destino de turismo de montaña más popular en Montenegro. [cita requerida]
- La ciudad de Kolašin, otro destino turístico, cerca del parque nacional Biogradska Gora, la montaña Bjelasica y la estación de esquí del mismo nombre.
- La garganta del río Tara, el segundo cañón más profundo del mundo. El río Tara es un destino de rafting.
- Biogradska Gora, con el lago Biogradsko, un parque nacional y un bosque virgen.

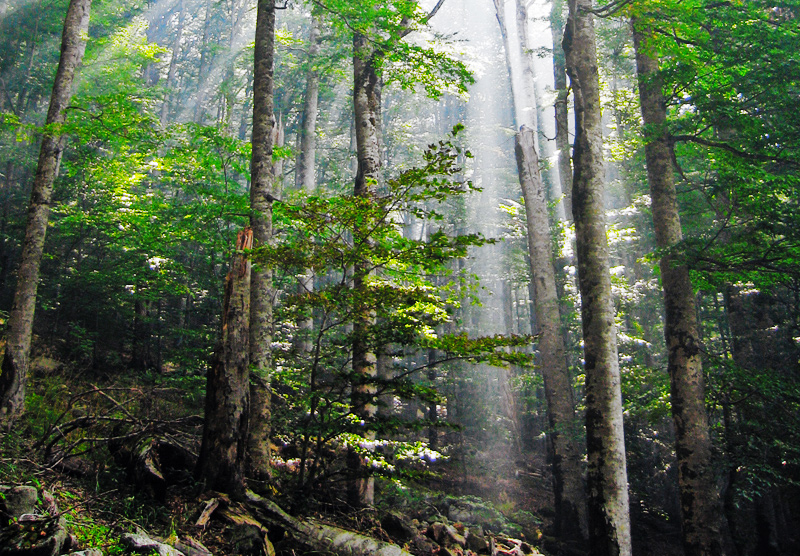
Biogradska Gora
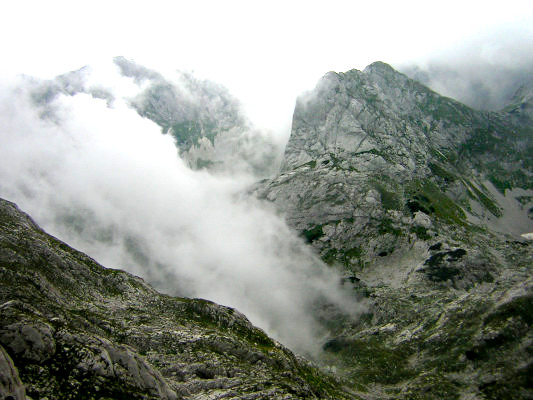
Durmitor
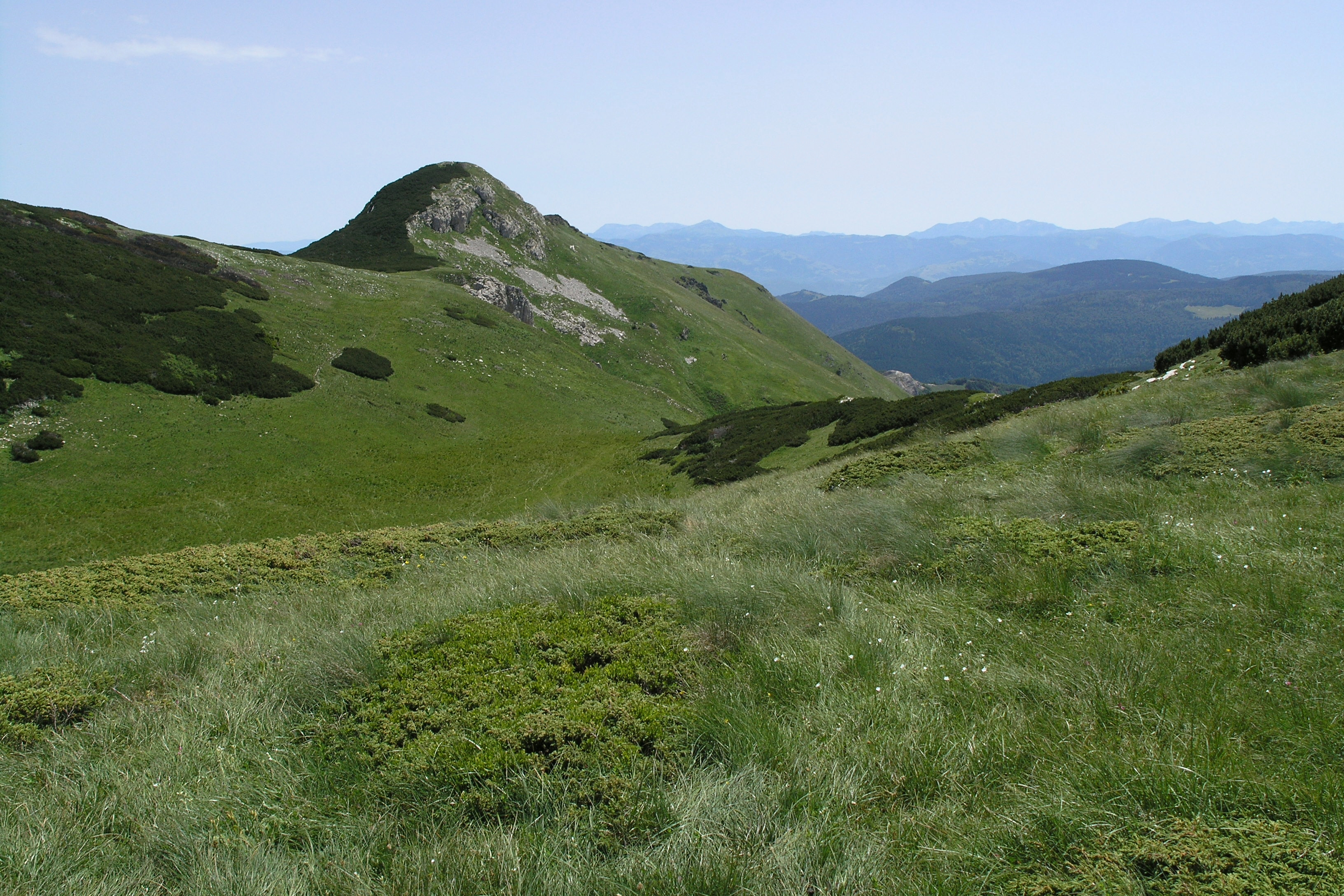
Bjelasica
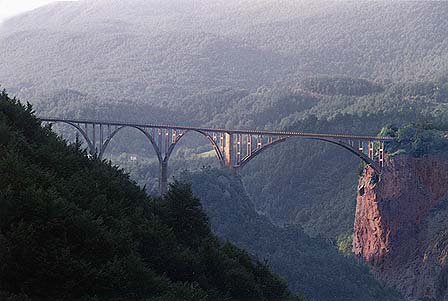
Taraurđevića Tara Bridge

### Región central
Aunque es el área más densamente poblada de Montenegro, la región central tiene menos atracciones turísticas. A destacar: 
- Monasterio de Ostrog, un lugar de peregrinación ortodoxa.
- Restos arqueológicos de Duklja  (Doclea) de la época romana en las afueras de Podgorica.
- Cetiña, la capital histórica de Montenegro.
- El monte Lovćen, el parque nacional y el mausoleo de Petar II Petrović-Njegoš tienen vistas de los alrededores.

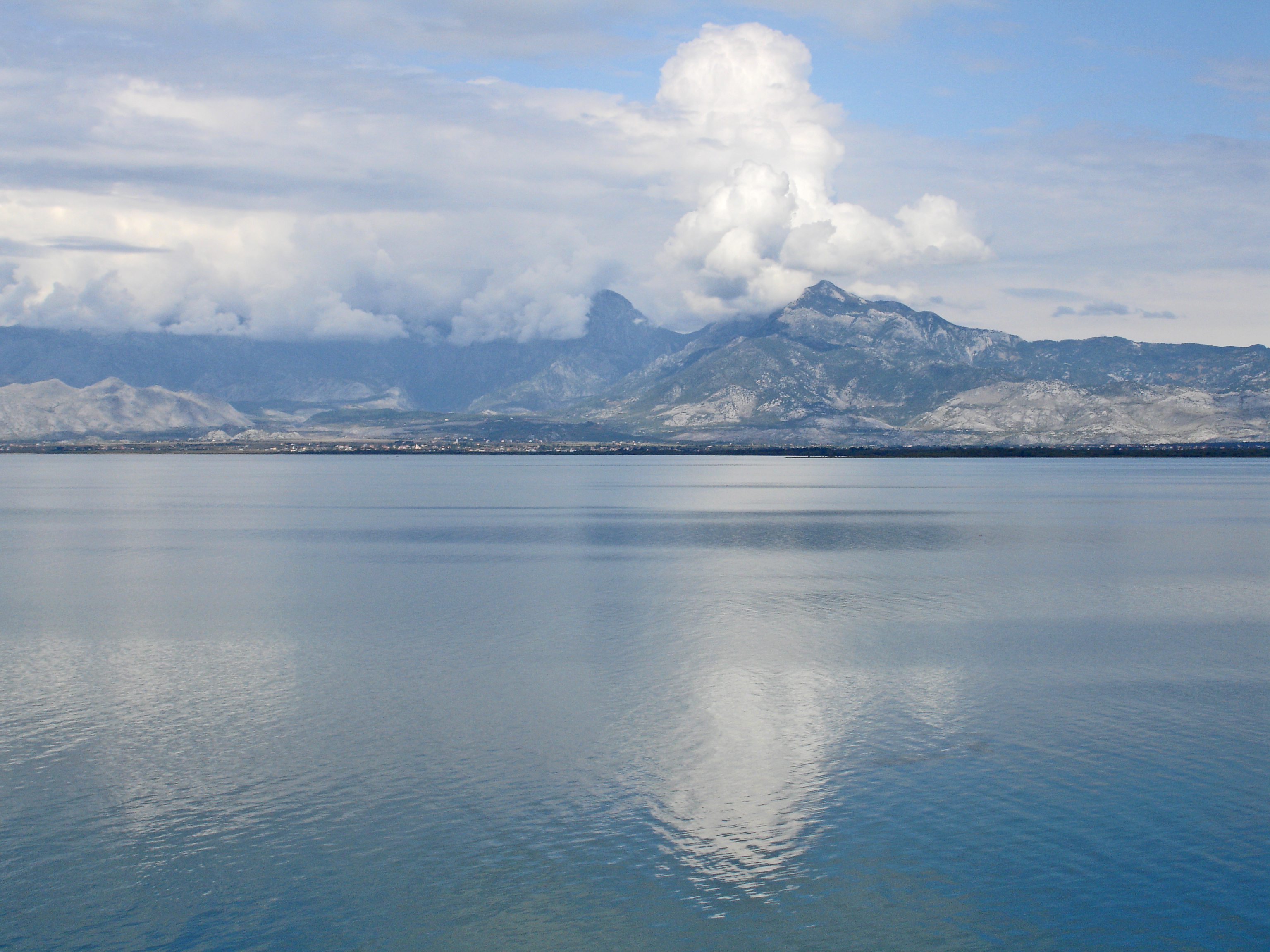
Lago Skadar
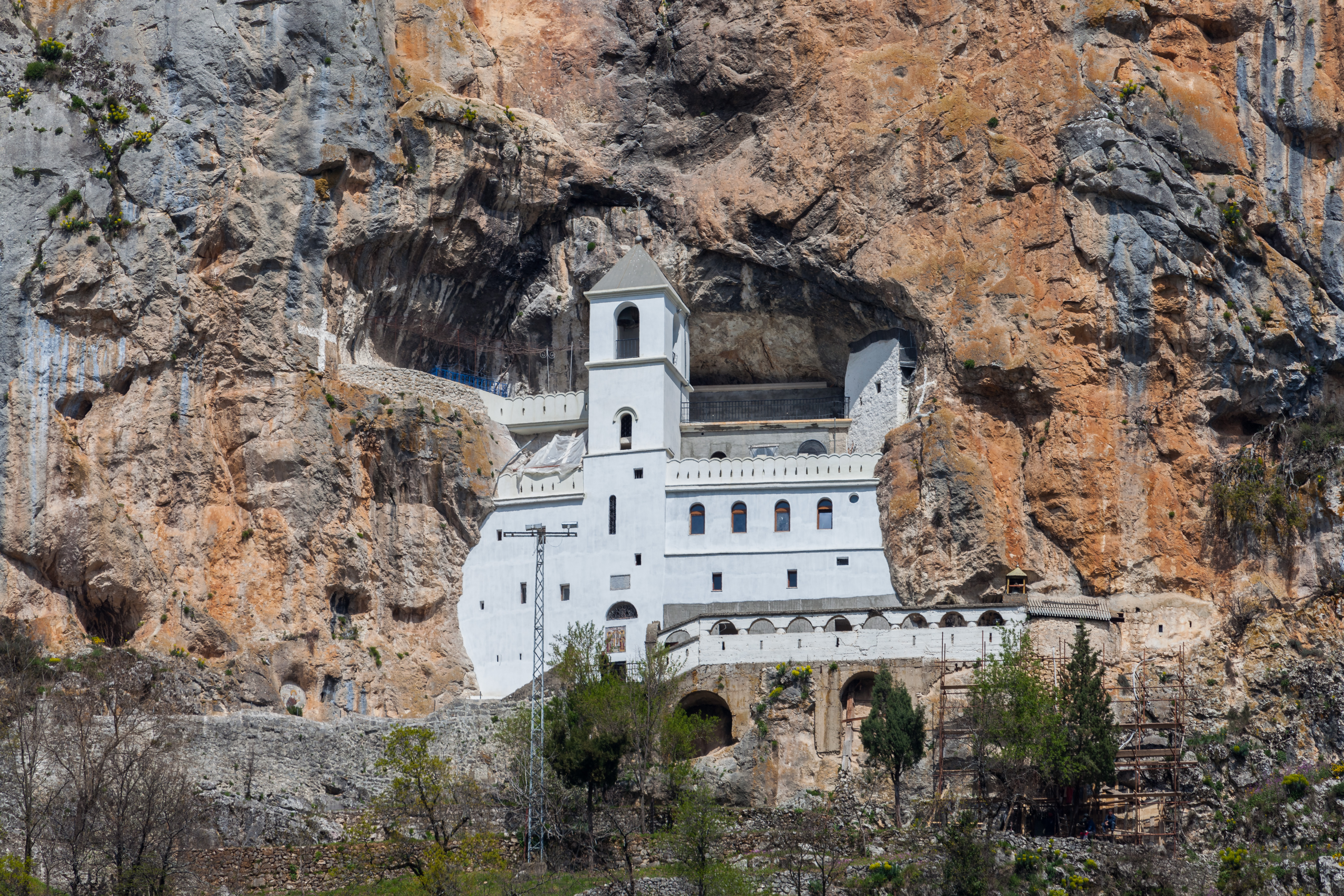
Monasterio Ostrog
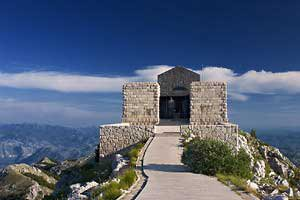
Mausoleo de Njegoš
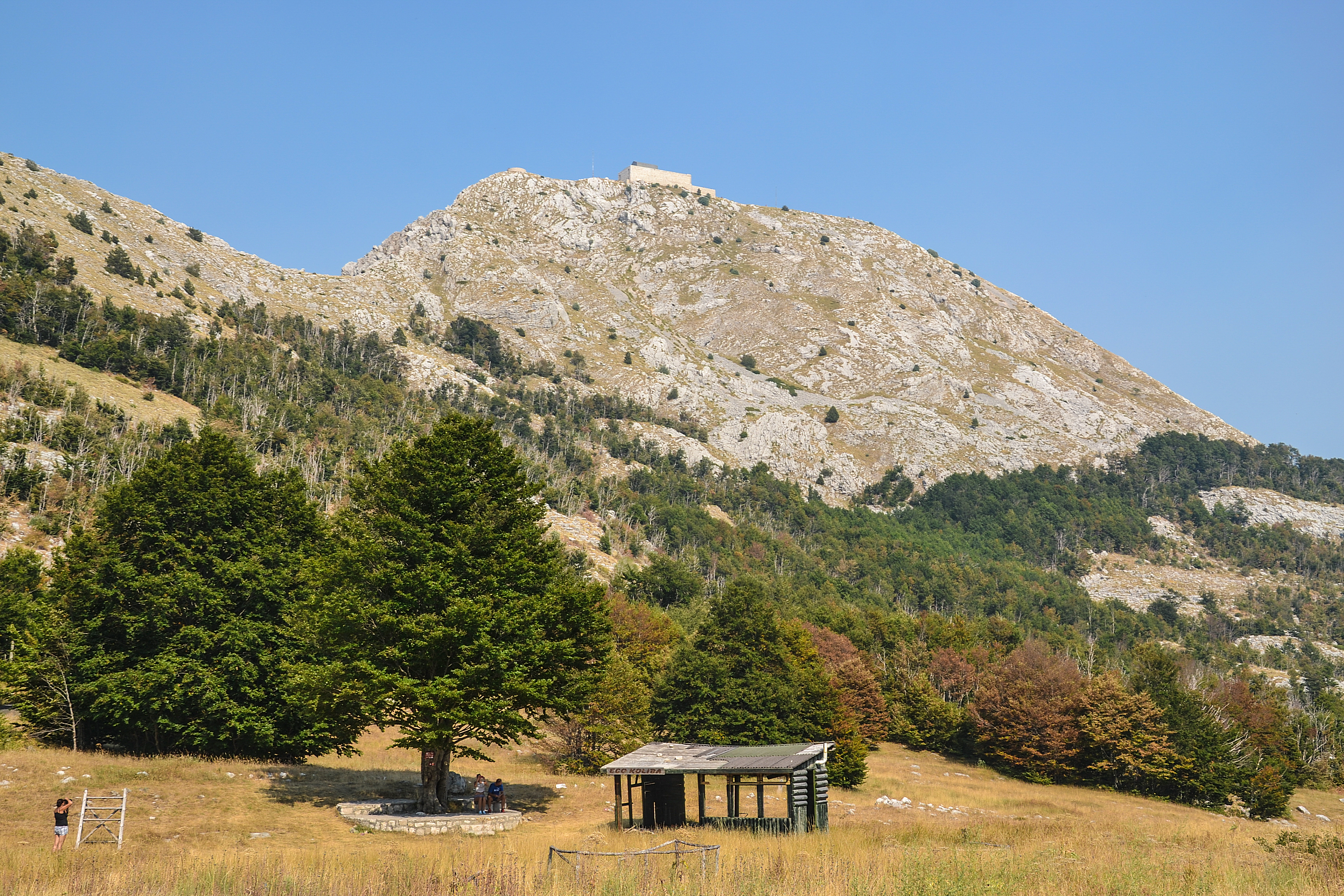
Lovćen

## Playas
La longitud de la costa de Montenegro es de 293 km. Tiene 73 km de playas, hay más de 120. Hay diferentes estilos de playa, de arena o de guijarros de diferentes tamaños. 
Ulcinj
La línea costera de Ulcinj es de 32 km de largo. Cuenta con más de 10 playas. Ada Bojana es una isla fluvial. Tiene forma triangular, dando al mar desde uno de sus lados. La playa es arenosa y larga. Velika Plaza es la playa más larga de Montenegro, una de las más cálidas y hermosas del mar Adriático. Tiene 12 km de largo y está cubierta de arena. Es muy poco profunda. La pequeña playa de la ciudad es similar a Velika Plaza pero no tan larga. Valdanos es una pequeña cala con playa de guijarros y hermosa flora a su alrededor. 
Bar
Bar Riviera tiene 44 km de largo y 9 km de playas. Hay más de 20, pero Bar tiene también 2 playas en la orilla del lago. La playa principal de Bar es la de Sutomore. Tiene 1 km y está cubierta de arena. Playa Canj tiene 1 km de largo y es un lugar turístico. La playa es de arena fina pero el fondo del mar está cubierto de piedras redondas. La playa de Queen está muy cerca de Canj, pero solo se puede acceder desde el mar. La playa roja es especial porque está cubierta de guijarros redondos rojos y la vista desde ella es excepcional. La playa de Zukotrlica tiene más de 1 km de largo y está cerca de la ciudad. Está cubiertao de guijarros blancos y al fondo hay un hermoso bosque de pinos. Playa Utjeha también se llama "Olive Bay" porque hay cientos de aceitunas en el fondo. Está cubierta de guijarros y es muy clara. En el lago hay dos playas de guijarros: Pjesacac y Murici. La vista desde allí en el lago Skadar es espectacular. 
Budva
Budva Riviera tiene más de 25 playas y son el destino favorito de los turistas en Montenegro. La playa más larga es Jaz, con 2,5 km de largo y arenosa. La playa de Mogren tiene pequeñas piedras características. Consta de dos pequeñas playas conectadas con un túnel. La playa de Slovenska tiene 1,5 km de largo y está cubierta de arena. Hay muchos hoteles, restaurantes y parques. La playa de Becici es larga y una de las más bellas del Mediterráneo, es de arena. La playa de Milocer, la playa de la Reina y la playa de Sveti Stefan son las playas más exclusivas de Montenegro debido a la fantástica arena, la flora y la increíble vista del hotel-isla Sveti Stefan. La playa de Pterovac es tranquila y larga y está cubierta de pequeños guijarros rojos. Como atracción especial hay dos pequeñas islas y una pequeña fortaleza cerca de la playa. Playa Buljarica está cubierta de arena y tiene 2 km de largo. 
Tivat
Hay más de 15 pequeñas playas en Tivat. Opatovo es una playa de guijarros de 200 m. Un pequeño faro divide la playa en dos partes. Playa Plavi Horizonti es quizás la más famosa y hermosa de Tivat. Tiene 300 m de largo y está cubierta de pequeños guijarros blancos. Hay dos islas cerca de Tivat: la isla de San Marko y la Isla de las Flores. Tienen playas muy bonitas y atractivas. 
Kotor
Esta es la parte más profunda de Boka Kotorska, por lo que hay menos playas. Hay alrededor de 10 pequeñas playas. La playa de Morinj es una playa de guijarros muy bonita con un hermoso fondo y vistas a la bahía. La playa de Risan es una playa tranquila, larga y rocosa. Orahovac es la playa favorita de Kotor. Es de guijarros con viejas casas de piedra al fondo. Trsteno es una de las playas de guijarros más bellas de Montenegro. Tiene 200 m de largo con agua clara y fondo natural. 
Herceg Novi
 

Herceg Novi Riviera tiene 25 km de largo y cuenta con más de 20 playas. Playa Igalo tiene 1,5 km de largo y es arenosa. Rose Beach es rocosa con un fondo de bosque muy agradable. La playa de Zanjic es una de las más bellas de Herceg Novi. Tiene 300 m de largo y está cubierta de piedras blancas. 

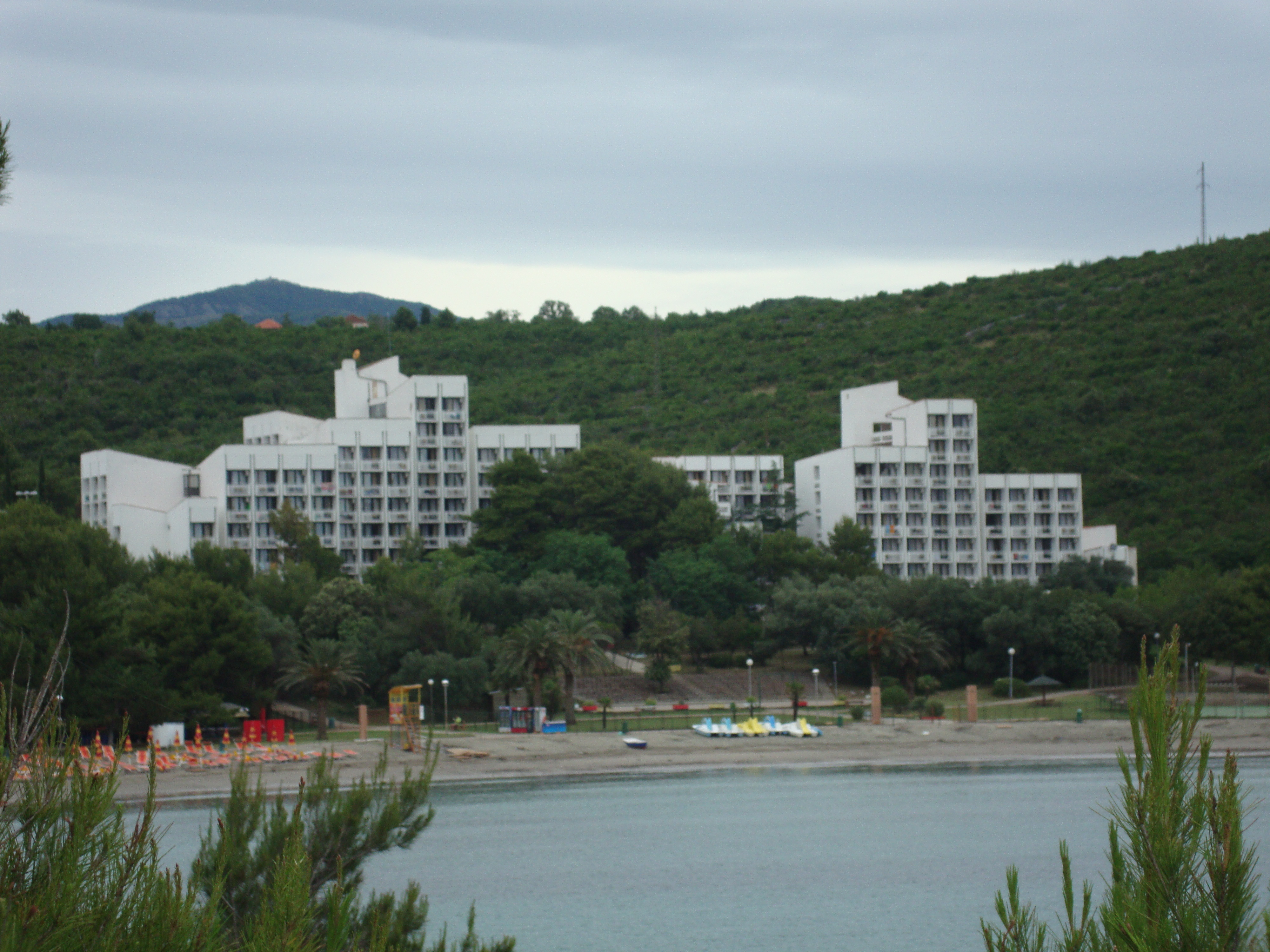
Plavi Horizonti
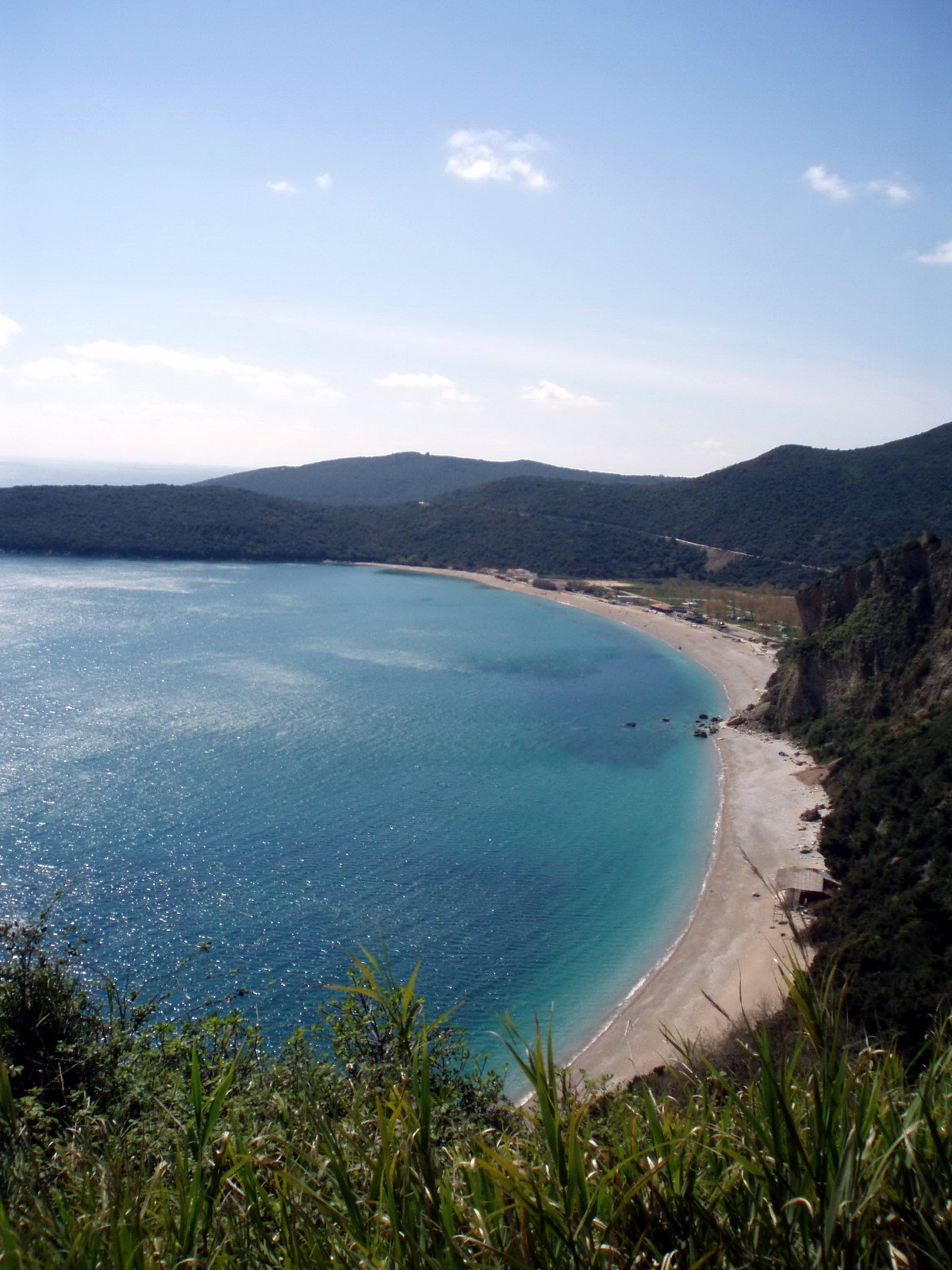
Jaz
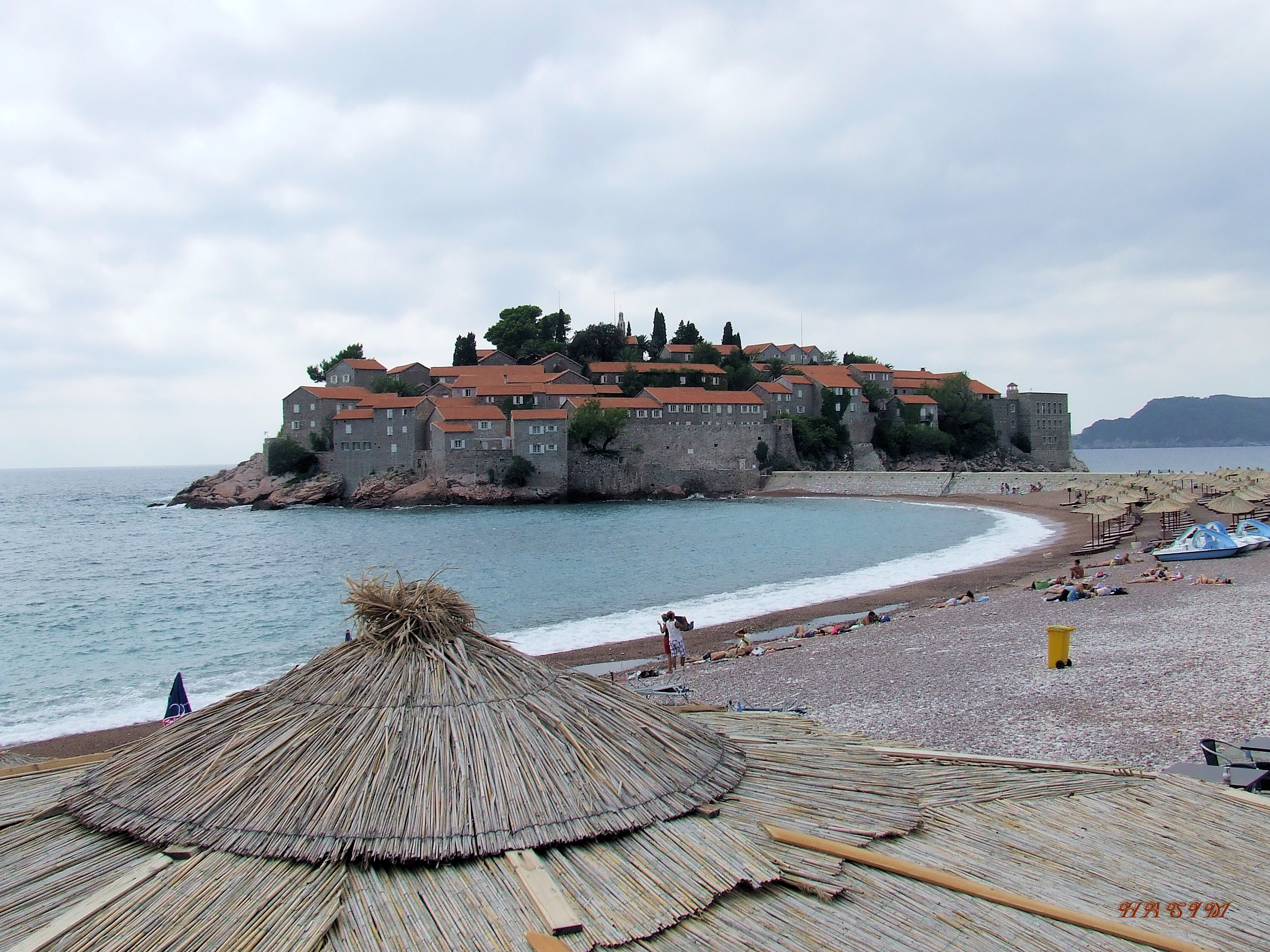
Sveti Stefan
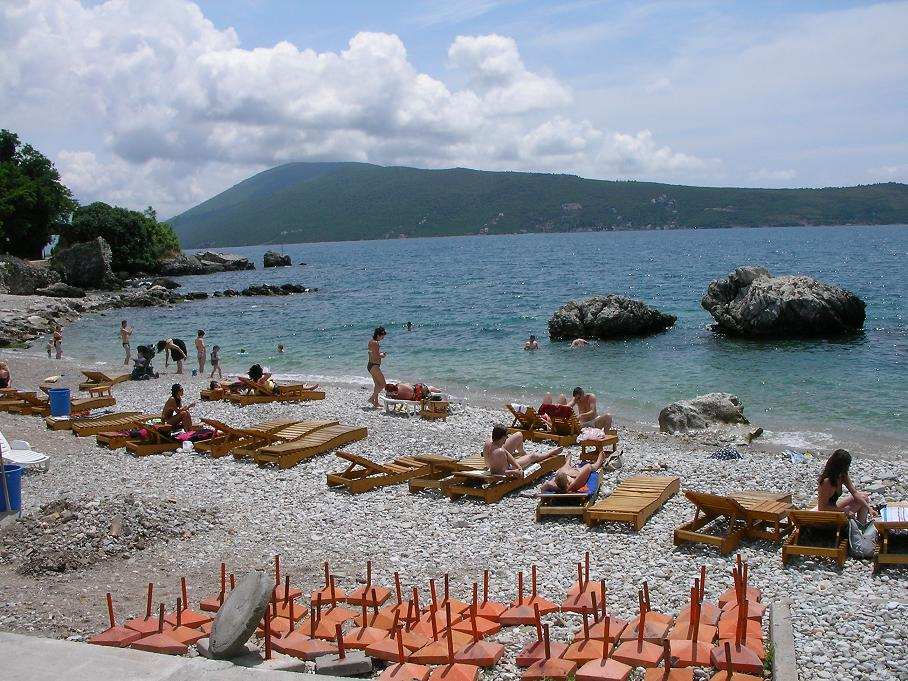
Herceg Novi
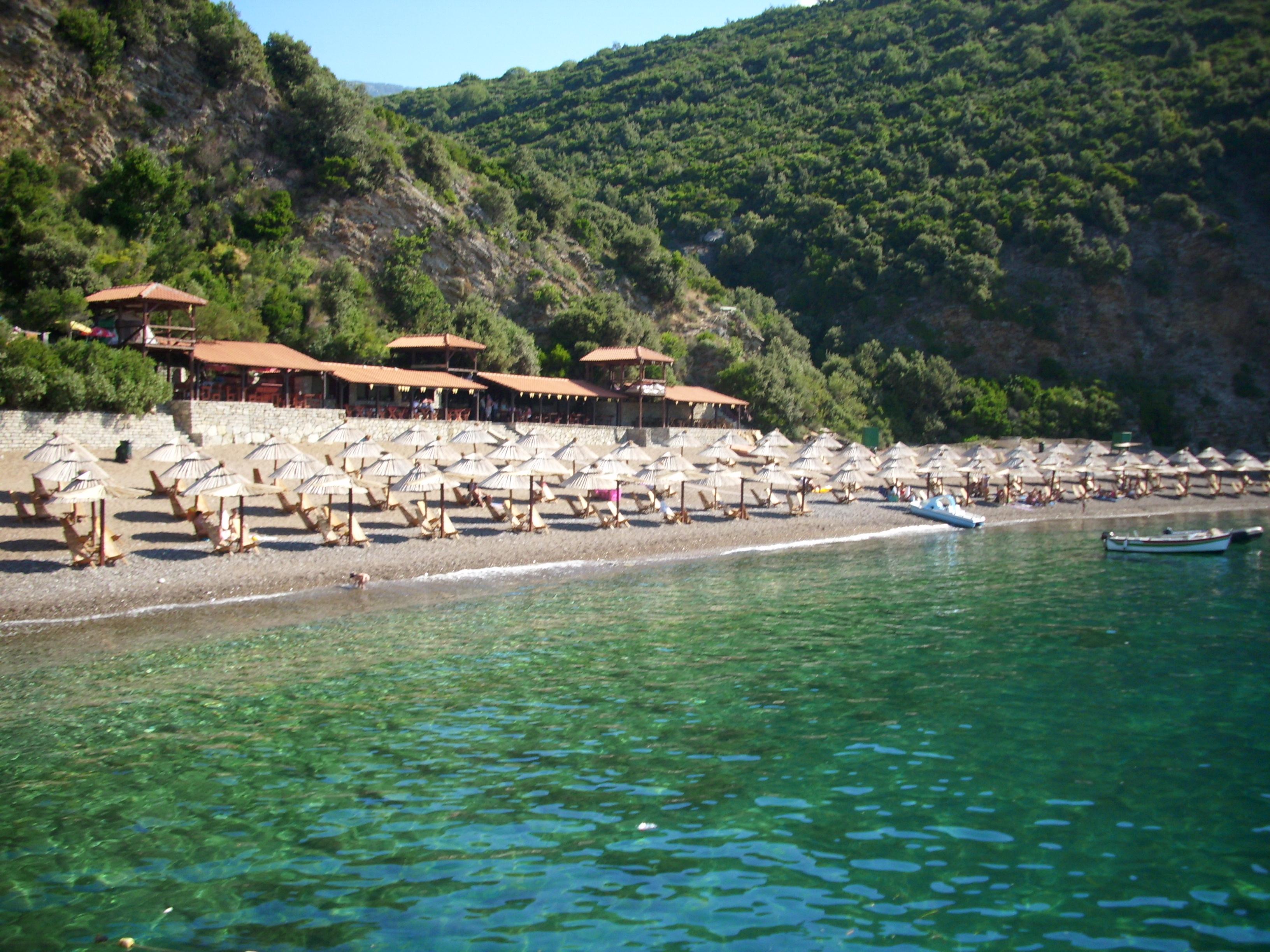
Čanj
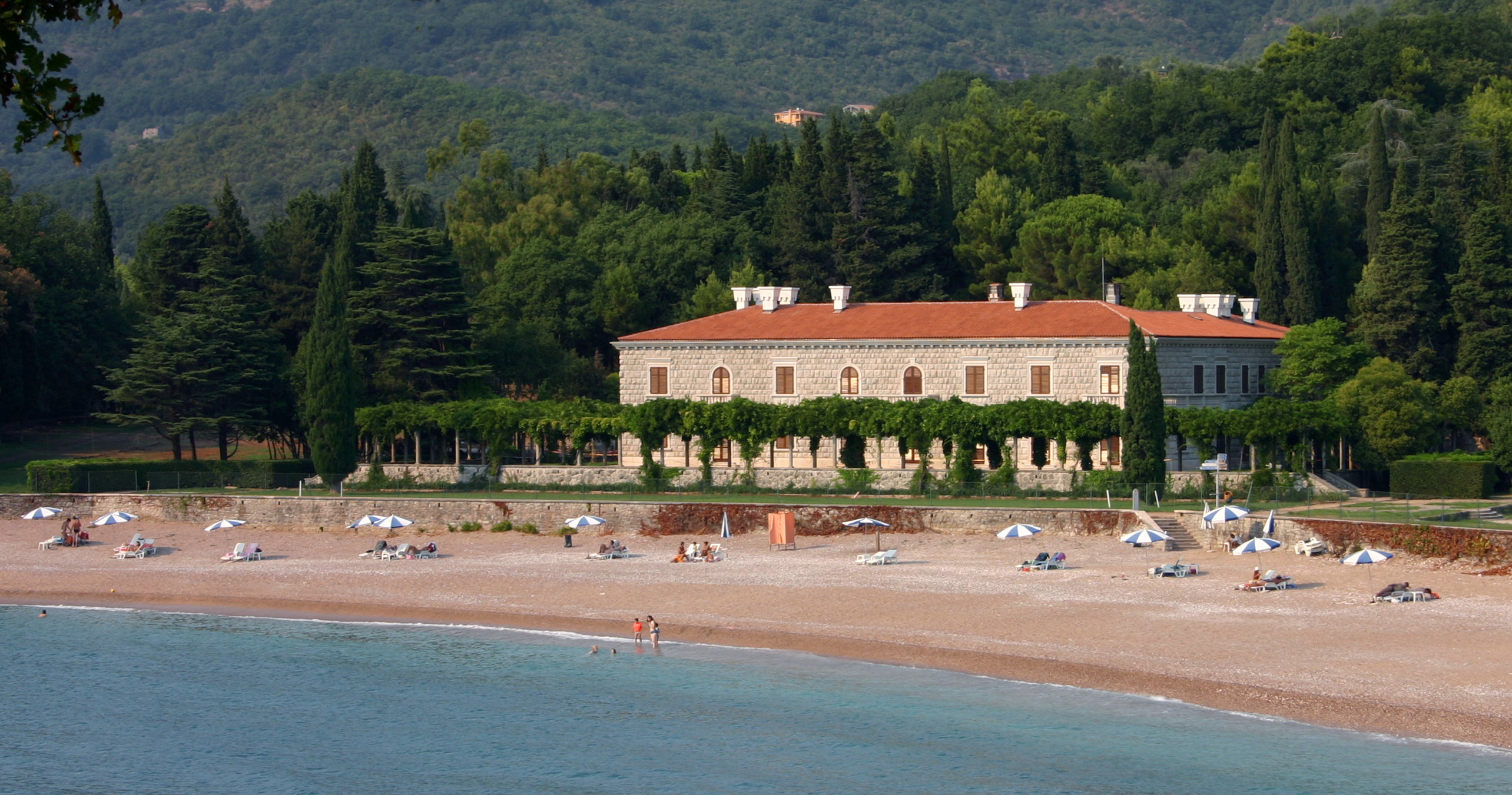
Miločer
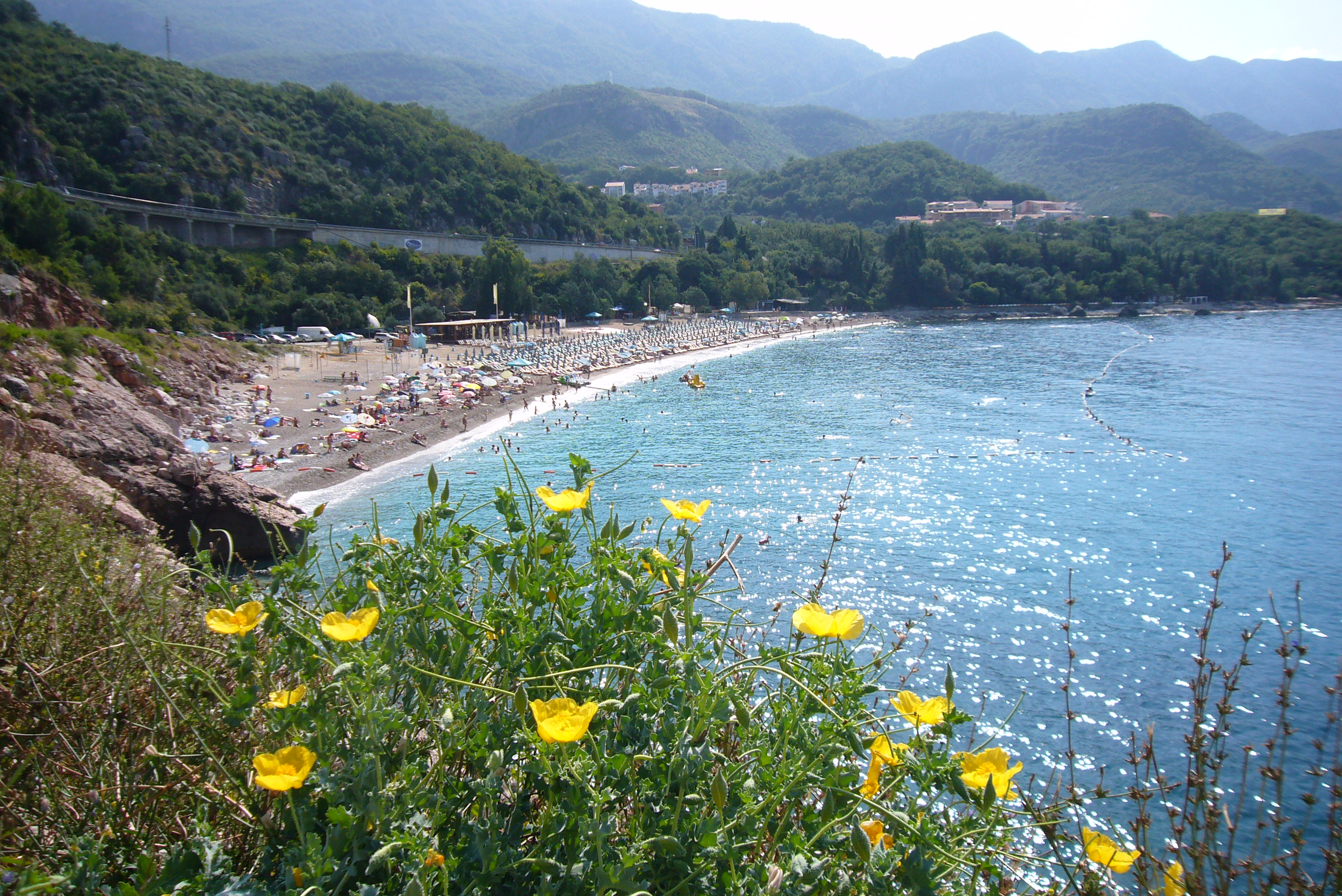
Kamenovo
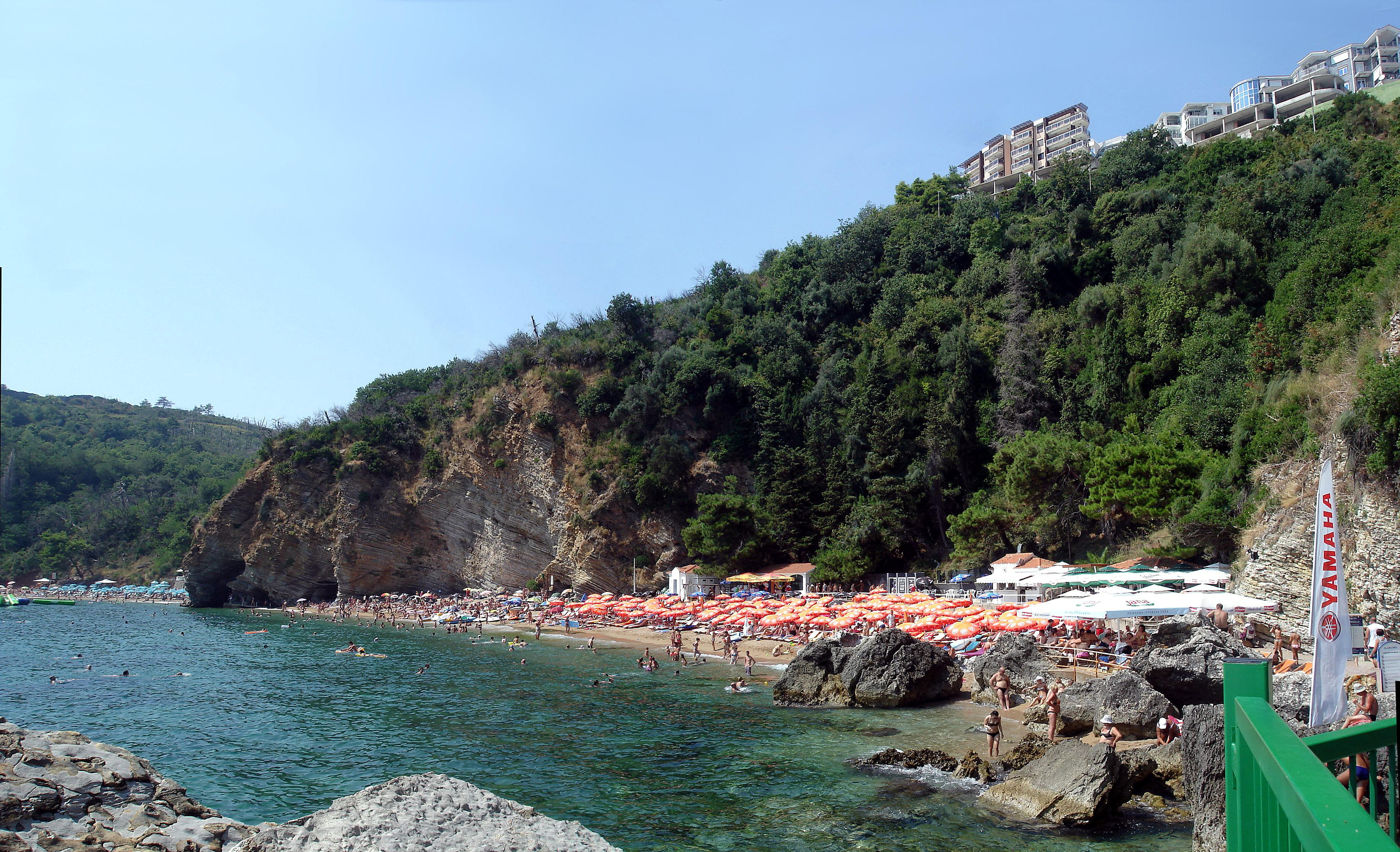
Mogren

## Estadísticas por año
| Año  | Total de llegadas de turistas | Nacional | Extranjero |
| ---- | ----------------------------- | -------- | ---------- |
| 2006 | 953,961                       | 156,857  | 797,071    |
| 2007 | 1,133,432                     | 149,294  | 984,138    |
| 2008 | 1,188,116                     | 156,904  | 1,031,212  |
| 2009 | 1,207,694                     | 163,680  | 1,044,014  |
| 2010 | 1,262,985                     | 175,191  | 1,087,794  |
| 2011 | 1,373,454                     | 172,355  | 1,201,099  |
| 2012 | 1,439,500                     | 175,337  | 1,264,163  |
| 2013 | 1,492,006                     | 167,603  | 1,324,403  |
| 2014 | 1,517,376                     | 167,079  | 1,350,297  |
| 2015 | 1,713,109                     | 153,185  | 1,559,924  |
| 2016 | 1,813,817                     | 151,696  | 1,662,121  |
| 2017 | 2,000,009                     | 122,797  | 1,877,212  |
| 2018 | 2,204,856                     | 128,053  | 2,076,803  |
| 2019 | 2,645,217                     | 135,592  | 2,509,625  |

## Llegadas de turistas y pernoctaciones por nacionalidad
La mayoría de los visitantes que llegaron a Montenegro y se alojaron en un alojamiento registrado provenían de los siguientes países:
| Posición | País                 | 2019      | País                 | 2018      | País                 | 2017      |
| -------- | -------------------- | --------- | -------------------- | --------- | -------------------- | --------- |
| 1        | Serbia               | 402,866   | Serbia               | 409,385   | Serbia               | 405,426   |
| 2        | Rusia                | 384,689   | Rusia                | 338,463   | Rusia                | 350,468   |
| 3        | Bosnia y Herzegovina | 203,766   | Bosnia y Herzegovina | 193,587   | Bosnia y Herzegovina | 183,690   |
| 4        | Kosovo               | 169,601   | Alemania             | 89,741    | Francia              | 60,865    |
| 5        | Alemania             | 163,877   | Francia              | 77,096    | Alemania             | 57,813    |
| 6        | Francia              | 90,083    | Polonia              | 69,091    | Ucrania              | 57,795    |
| 7        | Reino Unido          | 80,876    | Albania              | 65,419    | Albania              | 56,206    |
| 8        | Albania              | 79,001    | Reino Unido          | 62,460    | Polonia              | 56,061    |
| 9        | Polonia              | 76,620    | Ucrania              | 61,473    | Kosovo               | 46,948    |
| 10       | China                | 74,833    | Kosovo               | 55,531    | Turquía              | 45,947    |
| 11       | Ucrania              | 57,188    | Turquía              | 43,755    | Reino Unido          | 42,360    |
| 12       | Suecia               | 43,486    | China                | 42,715    | Italia               | 35,525    |
| 13       | Israel               | 40,764    | Italia               | 37,602    | Bielorrusia          | 31,211    |
| 14       | Turquía              | 39,984    | Israel               | 34,904    | Israel               | 30,506    |
| 15       | Italia               | 39,692    | Hungría              | 34,032    | Croacia              | 28,597    |
|          | Total extranjeros    | 2,509,625 | Total extranjeros    | 2,076,803 | Total extranjeros    | 1,877,212 |

## Parques Nacionales
- Lista de parques nacionales de Montenegro

## Patrimonio mundial de la UNESCO
El país tiene dos sitios designados como  patrimonio mundial y dos adicionales compartidos con otros países.